# 考帕农县
考帕农县，是泰国南部甲米府的一个县。总面积788.5平方公里，总人口45982人，人口密度58.3人/平方公里（2005年）。

## 行政区划
考帕农县辖有6个区，54个村。